# Podul Humber

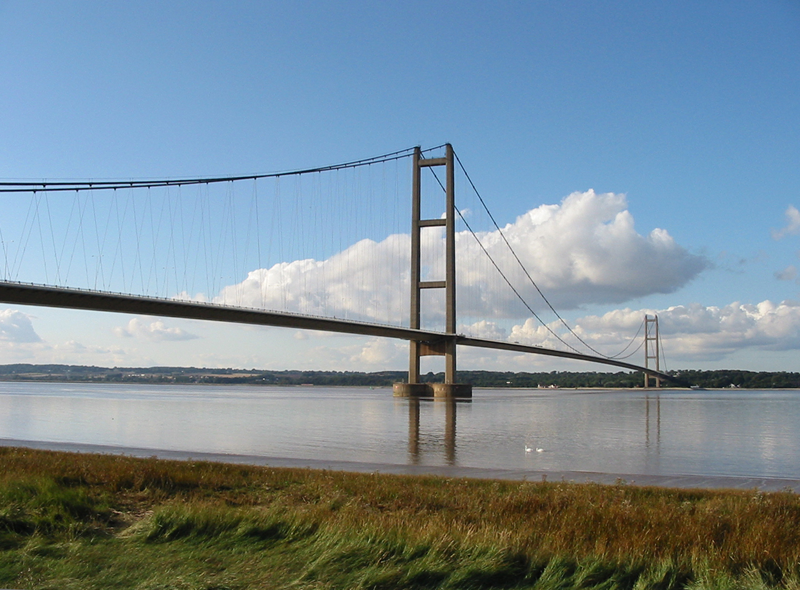
Podul Podul Humber este prevăzut cu două benzi de circulaţie

Podul Humber, este situat lângă localitățle New Holland și Kingston upon Hull, Marea Britanie și este construit peste estuarul Humber. Inaugurat la 17 iulie 1981, el are o deschidere de 1.410 m, iar lungimea totală atinge 2.220 m. Înălțimea față de nivelul apei este de 30 m, iar cei doi piloni au câte 155,5 m înălțime. 

## Date tehnice
Deschidere (distanța dintre piloni): 1.410 m

Înălțimea pilonilor: 155,5 m

Diametrul cablurilor principale: 0,68 m